# Geraldina Porto Witter
Geraldina Porto Witter (Mogi das Cruzes, 31 de janeiro e 1934 – Mogi das Cruzes, 29 de março de 2014) foi uma psicóloga, pedagoga e pesquisadora brasileira. Sua atuação foi considerada fundamental para o estabelecimento da profissão de psicólogo no Brasil, especialmente no campo da psicologia da educação. Notabilizou-se também pela grande quantidade de orientações acadêmicas ao longo de sua carreira: até 2004, 175 mestrados e 79 doutorados.
Foi professora na Universidade de São Paulo por vinte anos, onde era livre-docente. Também colaborou na Faculdade de Filosofia, Ciências e Letras de Ribeirão Preto, na Universidade Federal da Paraíba e na Pontifícia Universidade Católica de Campinas, onde obteve o título de Professor Titular. Fundou, em 1990, a Associação Brasileira de Psicologia Escolar e Educacional.

## Prêmios e distinções
Ao longo de sua carreira, Witter recebeu os seguintes prêmios e distinções:
- 1979: Medalha "Centenário da Psicologia Científica" conferida pelo Conselho de Psicologia;
- 1980: membro titular da Academia Paulista de Psicologia, cadeira 23;
- 1987: Foremost Women of the Twentieth Century;
- 1988: 5000 Personalities of the World for Contributions to Psychology and Education;
- 1992: Professor Honoris Causa pela Universidade Federal da Paraíba;
- 1996: Certificate of Distinguished Contribution, concedido pela International School Psychology Association;
- 2003: título de Cidadã Pessoense, em reconhecimento aos serviços prestado à cidade de João Pessoa.